# 민형배
민형배(閔炯培, 1961년 6월 15일~)는 대한민국의 교수 출신 정치인이다. 제21·22대 국회의원이다. 전남일보 기자 출신으로, 전남대학교 연구교수, 조선대학교 외부강사, 광주대학교 겸임교수, 광주여자대학교 겸임교수, 동신대학교 초빙교수 등을 거쳐 2006년 노무현·2018년 문재인 대통령 시절의 청와대 비서실 역대 비서관, 광주광역시 광산구청장(2010. 7.~2018. 3.)을 역임하였다.

## 생애
1961년 6월 15일 전라남도 해남군 마산면 화내리에서 태어났다.

### 기자 활동
전남대학교 사회학과를 졸업하고, 1988년 전남일보 창간멤버로 기자생활을 시작했다. 전남도청, 광주의 각 구청과 교육청, 농협, 국세청 등을 취재하면서 행정전문기자로 활동했다. 전남일보 논설위원도 역임했다. 또한 전남일보 노조위원장을 맡아 언론사의 독단경영에 맞서는 와중에 해직과 복직을 반복했다.

### 시민사회단체 및 학계 활동
2002년 광주지역 대표 시민사회단체인 참여자치21의 운영위원장, 대표를 맡아 활동했고, 5.18기념재단 기획위원, 지역신문발전위원회 전문위원, 지방분권 국민운동 광주전남본부 공동대표, 광주전남자치연대 집행위원장, 2002광주비엔날레 평가위원, 광주광역시문화예술위원회 위원 등을 역임하면서 광주사회 현안을 발굴하고 대안 모색에 집중했다. 그의 주된 관심사는 자치, 언론, 노동 등이었다.
사회학 및 언론학 학자로도 활동했다. 2004년 전남대 연구교수(사회과학연구원 전임연구원)직을 시작으로 조선대 겸임부교수, 광주대와 광주여대 겸임교수, 동신대학교 사회과학대학 초빙교수직을 맡아 후학 양성에 힘썼고, 이 시기에 언론에 관한 4권의 저서를 냈다.

### 노무현 대통령 비서관
2006년부터 참여정부 노무현 대통령 비서관을 역임했다. 청와대에서 국정홍보비서실과 인사관리비서실 행정관을 거쳐 2007년 시민사회수석실 사회조정 비서관으로 일했다. 광주 아시아문화중심도시 사업의 정상 궤도 안착을 위해 참여정부, 시민사회, 광주시가 서로 소통할 수 있는 환경을 만드는 데 힘썼다.

### 광주광역시 광산구청장
2008년 제18대 총선(광주광역시 광산구)에 도전하면서 정치에 입문했다. 2010년 6월 지방선거에서 광주광역시 광산구청장에 당선되었고, 2014년 재선되었다.‘사람 사는 세상 더 좋은 광산’을 슬로건으로 내걸고, 공동체민주주의 가꾸기를 목표로 삼았다.
민선5기 광산구정을 이끌면서 광산형 자치공동체 만들기, 협동조합 마을기업 사회적기업과 같은 사회적 경제 지원, 도시기반시설 확충, 마을복지 활성화, 공직문화 혁신 등에 주력했다. 광산구만의 독자정책을 개발해 중앙정부 및 타 지자체의 변화까지 끌어냈다. 대표 사례가 공공부문 비정규직의 정규직 전환 정책, 노인복지관의 혁신 등이다.

#### 공공부문 비정규직의 정규직 전환
취임 7개월째인 2011년 1월 전국 처음으로 공공부문 비정규직의 정규직 전환 정책을 단행했다. 2012년까지 단계별로 시행해 구청 내 비정규직 근로자 74명을 모두 정규직으로 전환시켰다. 고용노동부는 광산구 사례를 모델로 삼아 공공부문 비정규직 고용개선 추진지침을 발표해 전국에 전파했고, 서울시, 노원구, 광주광역시, 성남시, 국회사무처 등도 광산구 사례를 벤치마킹해 공공부문 비정규직 근로자들의 정규직 전환정책을 실시했다.

#### 더불어락과 노인복지 혁신
광산구 운남권노인복지관(현 더불어락노인복지관)을 구 직영으로 전환한 후, 과거 수혜적이고 중앙하달식이었던 노인복지를 생산적 복지, 주민자치형 복지 형태가 되게 지원했다. 어르신들이 중심이 되어 복지관 1층에 북카페를 직접 조성해 운영하고 있다. 이를 계기로 어르신들은 직접 팥죽가게, 두부가게 등을 운영하는 광주전남 협동조합 1호 ‘더불어락협동조합’을 설립했다. 또 어르신들은 더불어락자치회를 만들어 노인복지관을 노인만의 공간이 아니라, 운남권 지역민들의 교류 거점이 되게 운영하고 있다.
2013년 말 보건복지부와 한국노인복지관협회는 전국 노인복지관 시설 평가를 하면서 광산구 더불어락노인복지관에 대해 ‘지역교류형 복지관’이라는 새 분류체계를 만들어 썼다. 이밖에도 2013년 보건복지부 선정 노인복지 최우수기관으로 선정됐고, 2014년 초 광주광역시교육과학연구원이 발행하는 초등학교 4학년 대상 지역화교과서에 '주민자치와 노인복지 우수사례'로 수록되었다.

#### 투게더광산과 나눔문화 활성화
민형배는 광산구청장 취임 직후 “광산구는 도시와 농촌, 첨단 신도시와 오래된 구도심이 공존하는 복합적인 자치구라서, 획일적인 복지서비스는 효과가 적다. 모금과 배분에만 치중하는 활동은 소득격차가 큰 지역 간에는 위화감이 커질 수 있다. 그래서 광산구에는 주민들이 서로 어울리는 공동 체사업이 결합된 복지모델이 필요하다.”고 제안했다.
2011년 6월 민관 복지연대망 ‘투게더광산’을 출범시켰다. 광산구, 각 동 주민센터 등 공공기관과 다양한 민간영역이 결합한 민-관 협력기구로, 모금활동과 마을공동체 활동을 병행하고 있다.
2013년 11월 사회복지공동모금회 산하 임의기구였던 투게더광산은 투게더광산 나눔문화재단’으로 전환, 출범 했다. 현재 투게더광산 나눔문화재단은 민간이 주도하고 관이 뒷받침하는 형태의 비영리 복지법인이다. 주민들의 자발적인 십시일반으로 재단 설립기금을 마련하고, 100인의 참여이사제를 운영하는 등 출범부터 확실한 민간 주도 복지재단으로 자리매김했다.

#### 광산구공익활동지원센터와 마을자치
2013년 4월 주민들의 각종 공익적 활동을 지원하는 광산구공익활동지원센터를 설립했다. 행정의 직접 지원이 아니라 민간조직의 자율적 의사결정을 매개로 한다는 점에서, 광산구공익활동지원센터는 ‘중간지원기구’다. 광산구는 (사)마을두레와 위수탁협약을 맺고, 공익활동지원센터를 위탁 운영하고 있다.
공익활동지원센터는 광산구의 대표 신도심인 수완지구 원당숲에 있다. 센터는 주민들의 다양한 마을만들기 사업을 지원하고, 사회적 경제 활동을 지원하고 이와 관련한 교육과 상담 서비스를 제공한다. 또 주민들의 자치활동에 필요한 공간을 빌려준다.

### 제21대 국회의원
2022년 3월 더불어민주당 정무부대표를 역임했고, 4월 검찰 수사권 완전 박탈 법안을 추진하기 위해 탈당했다. 국민의 힘을 타도 하기 위해 오늘도 10.29 참사 대응 및 범 국민 촛불집회에 참여하였다.

## 학력
- 1973년 해남 마산국민학교 졸업
- 1976년 해남중학교 졸업
- 1979년 목포고등학교 졸업
- 1984년 전남대학교 인문사회과학대학 사회학 학사
- 1987년 전남대학교 대학원 사회학 석사
- 2003년 전남대학교 대학원 사회학 박사(논문 :「지역신문 시장 구조변화와 지방신문의 문화정치」)

## 경력
- 1988년: 전남일보 기자, 차장
- 1999년: 전남일보 논설위원
- 2002년: 참여자치21 대표
- 2004년: 전남대학교 사회과학연구원 연구교수
- 2006년: 노무현 정부 대통령비서실 인사관리행정관
- 2007년: 노무현 정부 대통령비서실 사회조정비서관
- 2008년: 동신대학교 사회과학대학 초빙교수
- 2010년 6월 2일: 제5회 전국동시지방선거 당선(민선 5기, 광주광역시 광산구청장, 민주당, 초선)
- 2010년 7월~2014년 6월: 제14대 광주광역시 광산구청장(민선 5기, 민주당→민주통합당→민주당→새정치민주연합, 초선)
- 2014년 6월 4일: 제6회 전국동시지방선거 당선(민선 6기, 광주광역시 광산구청장, 새정치민주연합, 재선)
- 2014년 7월~2018년 3월: 제15대 광주광역시 광산구청장(민선 6기, 새정치민주연합→더불어민주당, 재선)
- 더불어민주당 기초단체장협의회 광주대표
- 2015년~2017년: 마을만들기 지방정부협의회 부회장
- 2015년: 더불어민주당 자치분권민주지도자회의 기획홍보위원장
- 2016년: 목민관클럽 공동대표
- 2017년: 전국 사회연대경제 지방정부협의회 회장
- 2018년: 지역발전위원회 국민소통 및 지역협력 특별위원회 호남위원장
- 2018년 8월~2019년 1월: 문재인 정부 대통령비서실 자치발전비서관
- 2019년 1월~2019년 8월: 문재인 정부 대통령비서실 사회정책비서관
- 2020년 4월 15일: 대한민국 제21대 국회의원 선거 당선(광주 광산구 을, 더불어민주당, 초선)[9][10]
- 2020년 5월~2022년 4월: 더불어민주당 광주광역시당 광산구 을 지역위원회 위원장
- 2020년 9월~2021년 5월: 더불어민주당 정책위원회 상임부의장
- 2020년 10월~2022년 4월: 더불어민주당 전국사회적경제위원회 위원장
- 2021년 5월~2022년 4월: 더불어민주당 미디어혁신특별위원회 위원
- 2022년 3월~2022년 4월: 더불어민주당 원내부대표(정무)
- 2023년 4월~: 더불어민주당 광주광역시당 광산구 을 지역위원회 위원장
- 2023년 10월~: 더불어민주당 검찰독재정치탄압대책위원회 검사범죄대응태스크포스 위원
- 2024년 4월 10일: 대한민국 제22대 국회의원 선거 당선(광주 광산구 을, 더불어민주당, 재선)[11]
- 2024년 4월~2024년 8월: 더불어민주당 전략기획위원장
- 2025년 8월~: 더불어민주당 검찰개혁특별위원회 위원장

### 의정 활동
- 2020년 5월 30일~2024년 5월 29일: 제21대 국회의원(광주 광산구 을, 더불어민주당, 초선)[9][10]
  - 2020년 6월~2022년 4월: 제21대 국회 전반기 정무위원회 위원
  - 2022년 3월~2022년 4월: 제21대 국회 전반기 국회운영위원회 위원
  - 2022년 4월~2022년 5월: 제21대 국회 전반기 법제사법위원회 위원
  - 2022년 7월~2023년 6월: 제21대 국회 후반기 교육위원회 위원
  - 2023년 2월~2023년 6월: 제21대 국회 첨단전략산업 특별위원회 위원
  - 2023년 6월~2024년 5월: 제21대 국회 후반기 과학기술정보방송통신위원회 위원
  - 2023년 6월~2023년 11월: 제21대 국회 후반기 예산결산특별위원회 위원
  - 2023년 6월~2023년 7월: 제21대 국회 대법관(권영준·서경환) 임명동의에 관한 인사청문특별위원회 위원
- 2024년 5월 30일~: 제22대 국회의원(광주 광산구 을, 더불어민주당, 재선)[11]
  - 2024년 6월~: 제22대 국회 전반기 문화체육관광위원회 위원
  - 2025년 3월~: 제22대 국회 기후위기 특별위원회 위원
  - 2025년 7월~2025년 7월: 제22대 국회 헌법재판소 재판관 후보자를 겸하는 헌법재판소장(김상환) 임명동의에 관한 인사청문 특별위원회 간사

## 저서
- 2017 <광주의 권력> (단비)
- 2015 <내일의 권력> (단비)
- 2013 <자치가 진보다> (메디치미디어)
- 2008 <대화: 문화중심도시 광주, 열개의 풍경>(민형배·이정우 공저)
- 2006 <재외 한인의 언론수용구조와 한국어 매체 내용>(민형배 외, 집문당)
- 2005 <재외 한인언론의 역사와 현황 기초연구> (공저, 집문당)
- 2005 <지역의 비전과 광주문화중심도시>(공저, 전남대출판부)
- 2004 <지역 권력구조와 언론의 문화정치>(민형배, 영민문화사)

## 일화
- (사)한국매니페스토실천본부가 주최한 ‘전국 기초단체장 우수사례 경진대회’에서 2011년 일자리공약 분야 최우수상, 2012년 매니페스토 활용 분야 우수상, 2013 일자리 분야 우수상을 수상했다.[12]

- 2011년 1월부터 전국 최초로 광산구 공공부문 비정규직의 정규직 전환 정책을 단계적으로 펼쳐, 고용노동부와 전국 여러 지자체들이 이 정책을 벤치마킹했다.[13]

- GIS(지리정보시스템)와 행정데이터를 결합해 개발한 ‘광산구 GIS행정지도’가 지방자치단체 행정혁신 우수사례로 꼽혀 2013년 안전행정부의 으뜸행정상 등을 수상했다. 2013년 10월 태국 방콕에서 개최된 ANIS(아시아NGO 이노베이션 서밋)에 혁신 우수사례 지자체장으로 초청받아 사례 발표를 했다.[14]

- 2014년 2월 대구지역 시민사회단체인 ‘체인지 대구’는 민형배를 초청해 대구MBC 강당에서 <자치가 진보다> 북콘서트를 열었다. 민형배는 책 <자치가 진보다>의 저자로서 단독 특강을 하고 지방자치에 대한 토론 시간을 가졌다.[15]

## 역대 선거 결과
|  | 55.04% |

|  | 83.36% |

|  | 84.05% |

|  | 76.09% |

## 소속 정당
| 소속 정당 | 소속 정당      | 소속 기간 | 비고      |
| --------- | -------------- | --------- | --------- |
|           | 민주당         | 2010~2011 | 정계 입문 |
|           | 민주통합당     | 2011~2013 | 합당      |
|           | 민주당         | 2013~2014 | 당명 변경 |
|           | 새정치민주연합 | 2014~2015 | 합당      |
|           | 더불어민주당   | 2015~2018 | 당명 변경 |
|           | 무소속         | 2018~2019 | 탈당      |
|           | 더불어민주당   | 2019~2022 | 복당      |
|           | 무소속         | 2022~2023 | 탈당      |
|           | 더불어민주당   | 2023~현재 | 복당      |

## 같이 보기
- 광산구 을
- 광산구청장
- 광주 광산구의 국회의원